# Bao'an
Bao'an (spreek uit als: [paauw an]) is het noordelijkste district van stadsprefectuur Shenzhen in de provincie Guangdong in China.
Het Shenzhen Bao'an International Airport ligt vlak bij de Bao'anse dorpen Huangtian en Fuyong.

## Geografie
Het zuiden van Bao'an grenst aan de Shenzhense districten Nanshan, Futian en een klein stukje aan Luohu. Het oosten van Bao'an grenst aan Longgang. En het noorden van Bao'an grenst aan stadsprefectuur
Bao'an heeft een oppervlakte van 733 km² en is verdeeld in tien subdistricten:
- Baocheng (宝城街道)
- Xixiang (西乡街道)
- Longhua (龙华街道)
- Guanlan (观澜街道)
- Gongming (公明街道)
- Songgang (松岗街道)
- Guangming (光明街道)
- Shajing (沙井街道)
- Fuyong (福永街道)
- Shiyan (石岩街道)

## Demografie
Het district Bao'an is nogal plattelands vergeleken met de vier zuidelijke districten van Shenzhen. Maar het is wel het meest bevolkte district van Shenzhen, er wonen zo'n vijf miljoen mensen. Standaardkantonees is voor de meeste Bao'aners een verstaanbaar dialect. Het overgrote deel van de Bao'aners zijn van Hakka afkomst en spreken het Bao'an-Hakka als moederdialect.
In 1979 was 56% Hakka, 42% Kantonees en 2% van Chaozhou afkomst.

## Bereikbaarheid
Bao'an is te bereiken met de metro, namelijk met de Luobaolijn, de Longhualijn en de Huanzhonglijn en verschillende buslijnen.